# Huskies Beveren
Huskies Beveren is een Belgische inlinehockeyclub uit Beveren. 

## Geschiedenis
De club werd opgericht in 1997 en had aanvankelijk haar thuisbasis in de marinebasis te Kallo. Een jaar later (1998) volgde de integratie van voormalig landskampioen Rolling Thunder en in 2014 volgde de promotie naar de eerste divisie. In seizoen 2019-'20 won de club de Beker van België, een prestatie die de club herhaalde in 2022. De twee seizoenen daarop werden ze landskampioen.
Huskies Beveren traint en speelt thuiswedstrijden in Sportpark Beveren.

## Palmares
- Landskampioen: 2023 en 2024
- Bekerwinnaar: 2020 en 2022
- Kampioen Tweede divisie: 2014 en 2024